# Современная украинская литература
Современная украинская литература (укр. сучасна українська література) — украинская литература последних десятилетий, созданная современными украинскими писателями. Термин «современная украинская литература» многозначен, но когда — точно не указано, с какого момента литературу называют современной, часто подразумевают совокупность произведений, написанных со времени обретения Украиной независимости в 1991 году. Такое разграничение обусловлено отмиранием после 1991 года обязательного для СССР стиля социалистического реализма и отменой советской цензуры. В результате большей свободы, открытости украинского общества к иностранным влияниям и значительно более широких контактов с литературами других стран современная украинская литература в основном отличается от советской обращением к доселе запретных темам (Голодомор, сексуальность, наркотики, девиантное поведение и т. д.), использованием новых стилистических приемов (приемы постмодернизма, неоавангарда, нецензурная лексика, использование суржика), разнообразием и смешением жанров, но и своеобразной эпатажностью, а также осмыслением социальных проблем и исторической памяти.
В более широком смысле к современной украинской литературе иногда относят и современную литературу Украины на русском языке.

## История современной литературы Украины

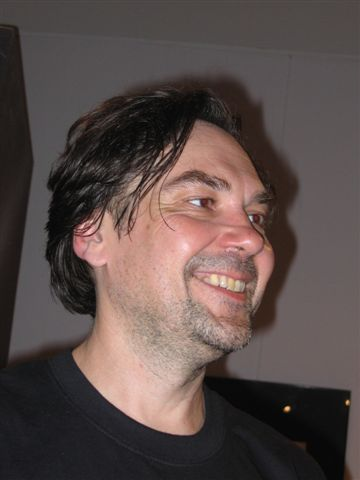
Юрий Андрухович, патриарх группы Бу-Ба-Бу, представитель Станиславского феномена.

Давление цензуры на литераторов в СССР уменьшилось с началом политики Перестройки. Одним из первых принципиально новых явлений в украинской литературе конца XX века было литературное объединение Бу-Ба-Бу (Юрий Андрухович, Виктор Неборак и Александр Ирванец), созданное в 1987 году. Особенно влиятельным было творчество Юрия Андруховича, присутствие которого в Ивано-Франковске в значительной степени привело к возникновению Станиславского феномена и вместе с ним группы писателей-постмодернистов, таких как Юрий Издрик и Тарас Прохасько. Вслед за Бу-Ба-Бу писателями 1990-х и 2000-х годов были образованы многочисленные другие литературные группы, такие как ММЮННА ТУГА, Музейный переулок, 8, Пропала грамота, Новая дегенерация, Красная Фира, Творческая ассоциация «500», Западный ветер, Псы святого Юра, Орден Ордена Идиотов, Друзья Элиота и другие.
Значительным событием в украинской литературной жизни была публикация в 1996 году романа Оксаны Забужко «Полевые исследования украинского секса», который стал бестселлером и выдержал десять переизданий. Литературные произведения Сергея Жадана получили многочисленные национальные и международные награды, были переведены на тринадцать языков, сделав автора одним из самых известных современных украинских писателей.
Произведения современных поэтов и прозаиков издавались в многочисленных антологиях: «Малая украинская энциклопедия актуальной литературы», «100 тысяч слов о любви, включая возгласы», «Декамерон. 10 украинских прозаиков последних десяти лет» и др..
Среди известных современных украинских поэтов — Юрий Андрухович, Оксана Забужко, Игорь Павлюк, Сергей Жадан, Андрей Бондарь, Остап Сливинский, Дмитрий Лазуткин, Олег Коцарев, Павел Коробчук, Галина Крук, Богдана Матияш.
Ведущие прозаики, помимо Андруховича, Забужко и Жадана — Тарас Прохасько, Юрий Издрык, Юрий Винничук, Олесь Ульяненко, Степан Процюк, Наталья Сняданко, Евгения Кононенко, Ирена Карпа, Любко Дереш.
Некоторые значительные авторы, такие как поэт Василий Махно и прозаик Владимир Диброва, постоянно проживают за рубежом (в США).

## Особенности современной украинской литературы
Для новой украиноязычной литературы характерно снижение пафоса, типичного для соцреализма. Многие произведения отмечены иронией, переоценкой ценностей и обращением к темам, которые были запрещены в советское время. Также благодаря доступу к произведениям зарубежных авторов и к украинским произведениям 1920—1930-х годов и к диаспорной литературе в украинской литературе значительно расширилось стилевое и тематическое многообразие.
В результате того, что независимое от государства книгоиздание на украинском языке в 1990-е годы было ещё мало развито, литературное сообщество часто общалось и обменивалось новыми произведениями в рамках различных встреч с читателями, слэмов и фестивалей, таких как Молодое вино, Киевские лавры, Просто на Покрову и др. Важнейшим литературным фестивалем современной Украины стал ежегодный Форум издателей во Львове. Одной из особенностей творчества украинских поэтов 1990-х и 2000-х является применение мультимедиа и перформансов. Так, Юрий Андрухович исполнял свои стихи вместе с группой Карбидо, а Сергей Жадан — вместе с группой Собаки в Космосе.

## Популярная литература
Популярными массовыми авторами на Украине являются Мария Матиос, Люко Дашвар, Андрей Курков и другие. Многочисленными премиями отмечены произведения супругов писателей-фантастов Марины и Сергея Дяченко.
На поприще исторических и детективных романов многими премиями отмечались произведения Василия Шкляра. Его мистически-детективный роман 1999 года «Ключ» выдержал более 12-ти изданий (по состоянию на 2009 год) и переведен на несколько языков. Также приобрел известность его исторический роман 2009 года «Залишенець. Черный ворон», который поднимает запрещенную и замалчиваемую в советское время тему борьбы украинских повстанцев против большевиков в 1920-х годах.

## Восприятие современной литературы критикой
Поскольку развитие литературы после освобождения от официальных запретов часто шло путём провокации в отношении унаследованного от СССР истеблишмента, возникали различные конфликтные ситуации между представителями поколений. В 1997 году была образована Ассоциация украинских писателей в результате протеста ряда писателей против устаревших принципов Союза писателей Украины. Одним из подобных протестов был отказ Юрия Андруховича от высшей государственной литературной премии — Национальной премии Украины имени Тараса Шевченко, в комитете по присуждению которой присутствовали лица, имевшие высокие посты во времена СССР. Также Василий Шкляр отказался от получения этой премии в знак несогласия с тем, что на посту Министра образования находится Дмитрий Табачник.
Вместо скомпрометированных государственных премий возник ряд альтернативных наград и книжных конкурсов (Коронация слова, Литературный конкурс издательства «Факел», Книга года Би-Би-Си и др.), в которых современные украинские писатели получили свои награды.
Литературная ситуация 1990-х и 2000-х годов характеризовалась отсутствием достаточного количества квалифицированных критиков современной литературы. Среди немногих влиятельных критиков Тамара Гундорова, Соломия Павлычко и Вера Агеева.

## Периодические издания
После получения Украиной независимости основанный украинской диаспорой литературный журнал «Современность» с 1992 года стал издаваться в Киеве. В нем публиковались произведения новых украинских писателей. Впоследствии журнал утратил влияние. Появились новые журналы, такие как «Четверг» и «Курьер Кривбасса», которые заняли нишу «Современности».

## Переводы на иностранные языки и восприятие за рубежом

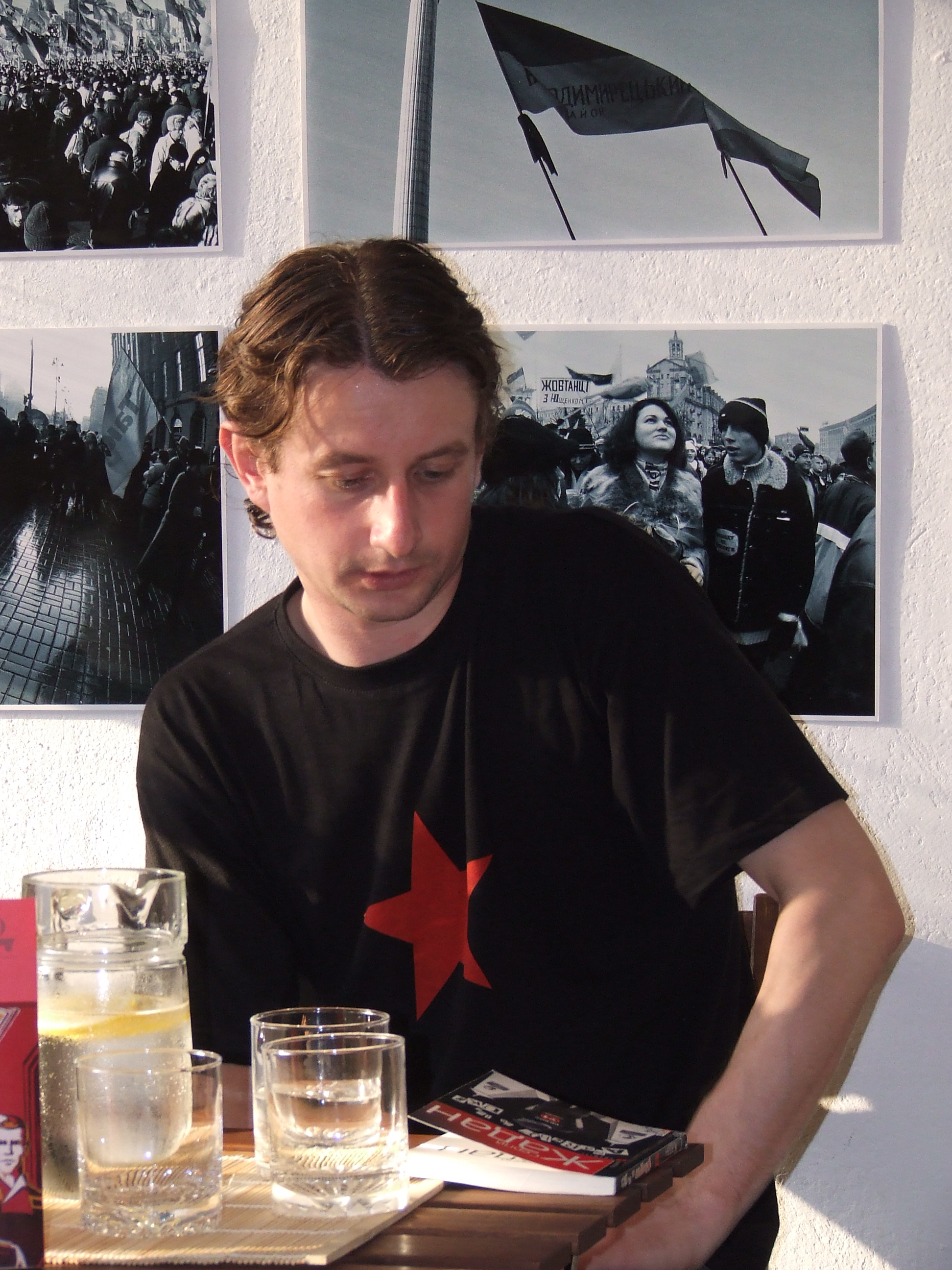
Сергей Жадан, произведения которого переведены на многие иностранные языки.

Произведения современных украинских писателей, таких как Оксана Забужко, Юрий Андрухович и Сергей Жадан, были переведены на многие иностранные языки. С начала 1990-х годов вышло несколько антологий украинской литературы в переводах.
На английском языке выходит печатный и электронный журнал «Ukrainian Literature», в котором публикуются переводы произведений современных украинских авторов. В 2017 году были опубликованы 3 антологии украинской поэзии в переводе на английский, в Великобритании и в США. Многое из современной украинской литературы переводится на польский язык, в частности, благодаря переводчице и литературоведу Александре Гнатюк. На русский язык современную украинскую прозу переводят Елена Мариничева, Завен Баблоян, Анна Бражкина, местом её постоянной публикации стал журнал «Новый мир»; к переводам новейшей украинской поэзии обращались известные русские литераторы — Елена Фанайлова, Аркадий Штыпель, Борис Херсонский, Игорь Сид, Дмитрий Кузьмин, Анастасия Афанасьева.
В 2008 году русский перевод романа Сергея Жадана «Anarchy in the UKR» вошел в короткий список литературной премии «Национальный бестселлер» и получил грамоту «Книга года» на Московской книжной выставке-ярмарке. Согласно рейтингу немецкой телерадиокомпании SWR, в 2009 году немецкий перевод сборника «Гимн демократической молодежи» Сергея Жадана занял первое место среди рекомендуемых иноязычных книг. В 2010 году Сергей Жадан был выдвинут на знание «Человек года» российским журналом «GQ» за книгу «Красный Элвис». Два украинских писателя (Андрей Курков и Игорь Павлюк) представлены в книге «European writer Introduction».

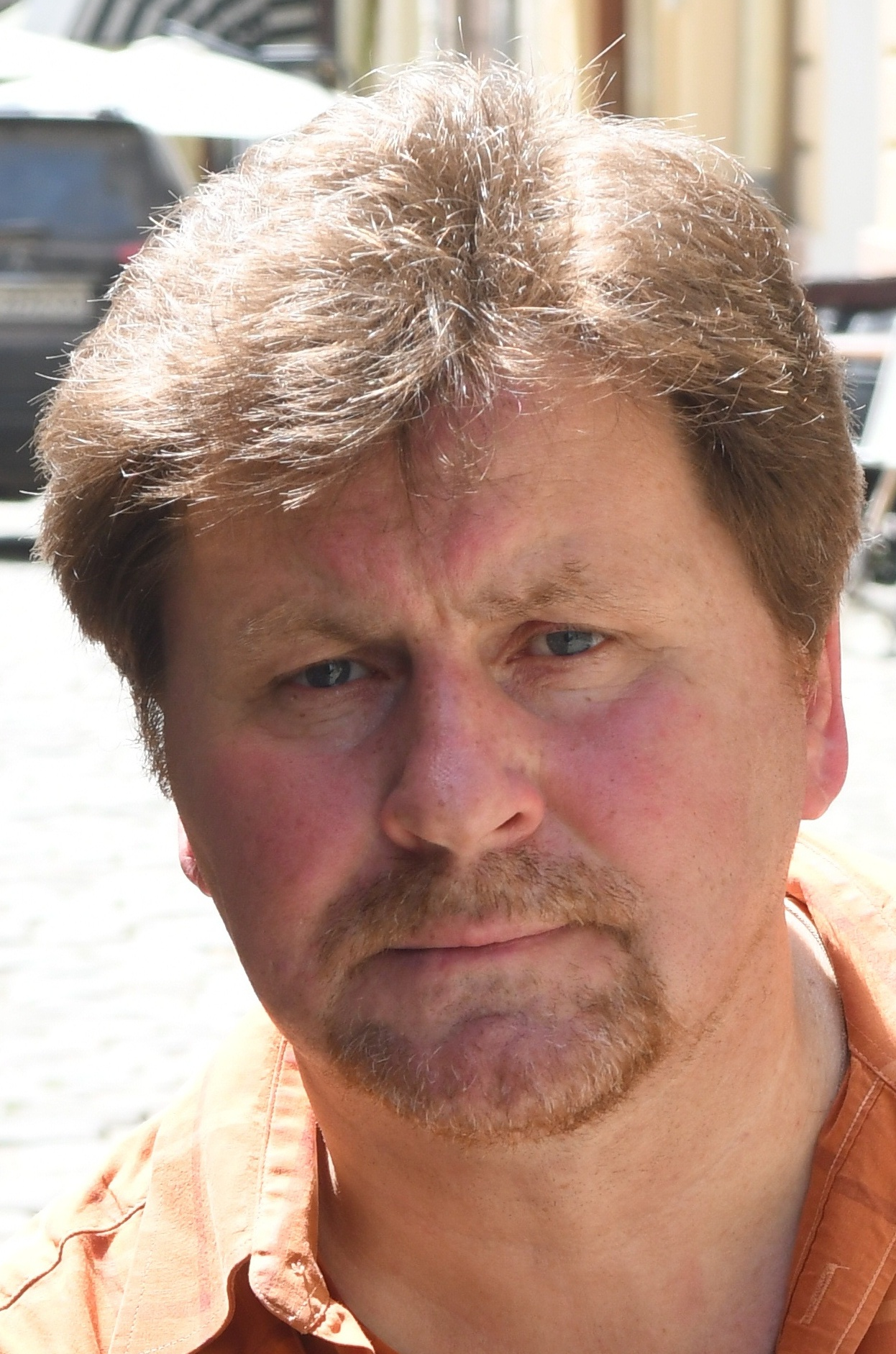
Игорь Павлюк, известный украинский писатель

Украинский поэт Игорь Павлюк впервые в истории украинской литературы стал лауреатом премии британского ПЕН-клуба в 2013 году, а его книга стихов «Полет над Черным морем» («A Flight Over the Black Sea», перевел Стивен Комарницкий) была в 2015 году признана лучшей книгой на World Bookshelf.,
Academia.edu включила эту книгу в список самых лучших книг в истории человечества.

## Антологии современной украинской литературы на русском языке
- Станислав+2*. Антология. Сост. Пустогаров Андрей. Москва: Издательское содружество А. Богатых и Э. Ракитской, 2001
- Мы умрем не в Париже. Сост. Пустогаров А. Москва: Изд. содружество А. Богатых и Э. Ракитской, 2002
- Галицкий Стоунхендж. Сост. Пустогаров А. А. Москва: Издательское содружество А. Богатых и Э. Ракитской, 2003
- Неизвестная Украина: антология. Сост. Клех И. Москва: Запасный выход, 2005
- Из века в век. Украинская поэзия 20-21 веков. Сост. Крикуненко В. Г. Москва: Пранат, 2004